# Sunjajev-Zeljdovičev efekat
Sunjajev-Zeljdovičev (SZ) efekat je spektralni efekat mikrotalasnog pozadinskog zračenja (MPZ) usled interakcije sa elektronima u vrelom gasu unutar galaktičkih jata. Nastaje usled reakcije visokoenergetskih elektrona sa mikrotalasnim pozadinskim zračenjem preko inverznog Komptonovog rasejanja, kada elektroni određeni deo energije predaju fotonima MPZ-a. Usled toga spektar MPZ-a je pomeren malo ka višim energijama, a time mu je povećana i temperatura. Promena temperature MPZ-a usled SZ efekta je ≈0.5 mK. Promena energije fotona MPZ-a daje podatke o promeni gustine prostora kroz koji prolazi MPZ. 
Sunjajev-Zeljdovičev efekat je teorijski predviđen 1970., a sledećih skoro 15 godina se čekalo na njegovu detekciju. Sad je već SZ efekat detektovan kod desetine jata, i postaje izuzetno važan i koristan efekat u kosmologiji.

## Nastanak efekta
Osnovni mehanizam nastanka uključuje rasejanje fotona MPZ-a na elektronima koji se nalaze u gasu unutar galaktičkog jata. Taj gas inače čini oko četvrtinu mase jata. Bogato jato može da ima ukupnu masu i preko 3×1014 masa Sunca, a gas se zagreje do temperatura reda veličine 107–108 K. Elektroni u ovoj vreloj plazmi imaju dva efekta: prvi je pojava zakočnog zračenja koje proizvodi X zračenje. U drugom efektu elektroni interaguju sa MPZ fotonima koji prolaze kroz jato. Pri interakciji dolazi do inverznog Komptonovog rasejanja koje povećava energiju fotona koji učestvuju u rasejanju, čime dolazi do pomeranja krive zračenja crnog tela ka višim frekvencijama. Odatle dolazi do pada u spektralnoj krivi u jednom delu, a do povećanja u drugom delu. Veličina ovog efekta je direktno proporcionalna koncentraciji elektrona, i temperaturi. Ovo se razlikuje od termalnog zakočnog zračenja koji zavisi od koncentracije elektrona na kvadrat. Ova razlika čini SZ efekat osetljivijim na veći prostor u jatu, za razliku od zakočnog zračenja koje se najviše javlja u gustim centralnim delovima jata. 
Veoma je korisno što je SZ efekat za iste uslove nezavisan od crvenog pomaka, pa se može lako detektovati i na velikim pomacima, gde optička ili detekcija X zraka iz jata može biti izuzetno komplikovana. Efekat je, takođe, lako uočljiv i na malim pomacima.

## Primene

### Određivanje Hablove konstante
U kombinaciji sa podacima od zakočnog zračenja, preko Sunjajev-Zeljdovičevog efekta moguće je odrediti Hablovu konstantu potpuno nezavisno od uobičajnih metoda u kojima se uzimaju podaci na različitim udaljenostima. Ova metoda određivanja konstante polako počinje da dobija na važnosti kako se sistematske i slučajne greške polako smanjuju.

### Odnos masa u jatima
Pored određivanja Hablove konstante može se dobiti i odnos barionske i ukupne mase u jatima. Zajedno sa podacima posmatranja gravitacionih sočiva u jatu može se proceniti koliko ima barionske materije u jatu. Kako se ti rezultati ne bi trebalo razlikovati između jata, može se dobiti i ukupan procenat za ceo svemir. Koristeći 18 jata dobijeno je da barionska materija čini 23 ± 5% ukupne mase u svemiru. Ovi podaci potvrđuju nedavne indikacije da je naš svemir zaista topološki ravan. Sa većim brojem podatka biće moguće i merenje kosmološke konstante direktno.

### Sopstvene brzine jata
Moguće je i merenje sopstvenih brzina galaktičkih jata preko SZ efekta. Procenjuje se da je za ovaj posao potrebno detektovati promenu temperature MPZ-a od 0.05 mK. Za poređenje, za jato u Komi direktan SZ efekat (efekat bez sopstvenog kretanja galaktičkog jata) je 0.5 mK, i merenja nekih drugih jata daju vrednosti ovog reda veličine. Misija Plank, lansirana 2009., može da detektuje ovako male promene temperature MPZ-a.

### Buduće primene
Nezavisnost efekat od crvenog pomaka daje odličnu alatku za proučavanje evolucije struktura tokom vremena. Ipak, za sada instrumenti i dalje ne mogu da traže SZ efekat na “praznim mestima” (gde prividno nema nekih struktura materije) što bi dalo pun potencijal proučavanja SZ efekta.